# Molophilus (Molophilus) spinifer
Molophilus (Molophilus) spinifer is een tweevleugelige uit de familie steltmuggen (Limoniidae). De soort komt voor in het Palearctisch gebied.